# Митики, Рюдзи
Рюдзи Митики (яп. 路木 龍次 Митики Рюдзи, род. 25 августа 1973, Нагасаки) — японский футболист.

## Карьера
На протяжении своей футбольной карьеры выступал за клубы «Санфречче Хиросима», «Иокогама Ф. Маринос», «Урава Ред Даймондс», «Виссел Кобе», «Оита Тринита».

## Национальная сборная
С 1996 по 1997 год сыграл за национальную сборную Японии 4 матча.

## Статистика за сборную
| Сборная Японии | Сборная Японии | Сборная Японии |
| Год            | Матчи          | Голы           |
| -------------- | -------------- | -------------- |
| 1996           | 1              | 0              |
| 1997           | 3              | 0              |
| Итого          | 4              | 0              |